# Хуліганство
Хуліга́нство (від англ. Hooligan — хуліган) — грубе порушення громадського порядку. Покарання за хуліганство передбачено в кримінальних кодексах більшості країн.

## Етимологія
Походження терміна точно не встановлене, але відомо, що він уживається в рапортах поліції Лондона вже в 1898 році. За однією з версій, прозивним стало ім'я Патріка Хулігена, одного з громил, ірландця за походженням, що жив в Лондоні в XIX столітті.

## Законодавство

### В УРСР
Хуліганство, різновид злочину в радянському законодавстві, порушення громадського порядку і зневага до суспільних стандартів. Іноді різні неконформітичні дії кваліфікуються теж як хуліганство. Відповідальність за хуліганство передбачена Кримінальним кодексом УРСР (ст. 206), до неї могли притягати судовим або адміністративним порядком. За вчинення дрібного хуліганства та з неповнолітніх порушників до 16 років життя (якщо акт не підлягає кримінальному покаранню) стягувалося відшкодування. Вчинення цього злочину каралося судовим порядком: від 6 місяців до одного року позбавлення волі або грошова кара; злісне хуліганство, вчинене з опором органам міліції, каралося позбавленням волі від 1 до 5 років; особливо, злісне хуліганство з застосуванням зброї каралося позбавленням волі на строк від 3 до 7 років. Указами Верховних Рад СРСР та УРСР 1966 і 1967 було введено прискорений порядок розгляду справ щодо хуліганства на стадії слідства і суду.
У радянській практиці часто вияв політичного опору, наприклад, участь у демонстраціях, публічний опір органам влади, тощо, натавровувався як хуліганство. Останнім часом за цією категорією звинувачень було засуджено деяких дисидентів і правозахисників. Радянські органи не публікували статистики хуліганських вчинків. Хуліганство було досить поширеним явищем, переважно серед молоді, хоча радянська пропаганда здебільшого визначала це явище як типове для західного суспільства. 

### ВКримінальному кодексі України
Стаття 296. Хуліганство
1. Хуліганство, тобто грубе порушення громадського порядку з мотивів явної неповаги до суспільства, що супроводжується особливою зухвалістю чи винятковим цинізмом, -
карається штрафом від однієї тисячі до двох тисяч неоподатковуваних мінімумів доходів громадян або пробаційним наглядом на строк до п’яти років, або обмеженням волі на той самий строк.
2. Ті самі дії, вчинені групою осіб, -
караються обмеженням волі на строк до п'яти років або позбавленням волі на строк до чотирьох років.
3. Дії, передбачені частинами першою або другою цієї статті, якщо вони були вчинені особою, раніше судимою за хуліганство, чи пов'язані з опором представникові влади або представникові громадськості, який виконує обов'язки з охорони громадського порядку, чи іншим громадянам, які припиняли хуліганські дії, -
караються позбавленням волі на строк від двох до п’яти років.
4. Дії, передбачені частинами першою, другою або третьою цієї статті, якщо вони вчинені із застосуванням вогнепальної або холодної зброї чи іншого предмета, спеціально пристосованого або заздалегідь заготовленого для нанесення тілесних ушкоджень, -
караються позбавленням волі на строк від трьох до семи років.
{Стаття 296 із змінами, внесеними згідно із Законами № 3075-III від 07.03.2002, № 721-VII від 16.01.2014 - втратив чинність на підставі Закону № 732-VII від 28.01.2014; із змінами, внесеними згідно із Законами № 767-VII від 23.02.2014, № 2617-VIII від 22.11.2018, № 3342-IX від 23.08.2023}

### В адміністративному законодавстві
Якщо хуліганство є дрібним, не має високого рівня суспільної небезпеки та злочинця і грубо не порушує громадський порядок (не супроводжується особливою зухвалістю, винятковим цинізмом, не з мотивів явної неповаги до суспільства), до правопорушника можуть застосовуватися норми адміністративного законодавства України. Адміністративна відповідальність настає за статтею 173 Кодексу України про адміністративні правопорушення, яка передбачає такі адміністративні стягнення: штраф у розмірі від трьох до семи неоподатковуваних мінімумів доходів громадян; громадські роботи на строк від 40 до 60 годин; виправні роботи на строк від 1 до 2 місяців із 20% відрахуванням; у виняткових випадках - адміністративний арешт на строк до 15 діб.

## Хуліганство у кінематографі
- Інцидент (1967)
- Заводний апельсин (1971)
- Фірма (1988)
- Маска (1994)
- Фабрика футболу (2004)
- Грін-стріт (2005)
- Грін-стріт 2: Стояти на своєму (2009)
- Фірма (2009)